# José Augusto
José Augusto Pinto de Almeida (* 13. April 1937 in Barreiro) ist ein ehemaliger Fußballspieler und späterer -trainer. In der Glanzzeit von Benfica Lissabon zu Anfang der 1960er Jahre gewann er mit dem Verein zahlreiche Titel, darunter zwei Mal den Europapokal der Landesmeister. Mit der herausragenden portugiesischen Nationalmannschaft jener Ära erreichte er bei der Weltmeisterschaft 1966 in England den dritten Platz. Als Trainer leitete er die Geschicke der portugiesischen Nationalmannschaften der Männer und Frauen und trainierte neben Benfica zahlreiche weitere Vereinsmannschaften in Portugal, Spanien und Marokko.

## Karriere

### Spieler
José Augusto begann seine Karriere beim Verein FC Barreirense in seiner Geburtsstadt Barreiro. Für den damaligen Erstligisten absolvierte er am 7. Mai 1958 sein erstes Länderspiel für Portugal. Das Freundschaftsspiel gegen England ging 1:2 verloren. In der Saison 1958/59 wechselte er zu Benfica Lissabon und erlebte die wohl erfolgreichsten Momente in der Vereinsgeschichte von Benfica an der Seite von Spielern, wie Eusébio und Mário Coluna. Fünfmal stand er mit Benfica im Finale des Europacup der Landesmeister. Zweimal gewann er den Cup mit Benfica. Achtmal war er Landesmeister und dreimal Pokalsieger.
Darüber hinaus gehörte Augusto den Magriços an, dem legendären portugiesischen Nationalteam, das 1966 den dritten Platz bei der Weltmeisterschaft in England erreichte.
1968 beendete er seine Nationalmannschaftskarriere und 1970 auch seine Vereinskarriere bei Benfica Lissabon.

### Trainer
Seine Trainerkarriere begann im Februar 1970 bei Benfica, als er nach der Entlassung von Otto Glória und dessen Assistenten Fernando Cabrita interimsmäßig bis zum Saisonende das Training übernahm. Dabei gelang ihm der Sieg im Pokalwettbewerb durch ein 3:1 im Finale gegen Sporting Lissabon.
Von März 1972 bis November 1973 trainierte er die portugiesische Nationalmannschaft, wo er Nachfolger von José Gomes De Silva wurde, der die Qualifikation für Europameisterschaft 1972 in Belgien verfehlte. Unter José Augusto wurde Portugal bei der auch Mini-Copa genannten Taça Independência zur 150-jährigen Unabhängigkeit Brasiliens 1972 zweiter von 20 Teilnehmern und unterlag dort erst in der letzten Spielminute des Finales den Gastgebern und amtierenden Weltmeistern mit 0:1. 
Aber nach dem Debakel in der Qualifikation zur Weltmeisterschaft 1974 in Deutschland, wo Portugal unter anderen gegen Bulgarien unterlag und gegen Nordirland nur ein Unentschieden holte, wurde der Vertrag von José Augusto nicht mehr verlängert. Später erreichte er als Co-Trainer von Fernando Cabrita mit Portugal den dritten Platz bei der Europameisterschaft 1984 in Frankreich.
Darüber hinaus war José Augusto als Vereinstrainer bei Vitória Setúbal, FC Barreirense, Portimonense SC, SC Farense und dem FC Penafiel tätig. In Spanien trainierte er den CD Logroñés sowie in Marokko die beiden Vereine Kawkab Marrakesch und FUS Rabat.
Von 2004 bis 2007 war er Trainer der Frauen-Nationalmannschaft von Portugal.

## Erfolge
- Portugiesischer Meister (8): 1959/60, 1960/61, 1962/63, 1963/64, 1964/65, 1966/67, 1967/68, 1968/69

- Portugiesischer Pokalsieger (3): 1961/62, 1963/64, 1968/69
- Europapokal der Landesmeister (2): 1960/61, 1961/62